# Maigret aux assises
Pour l’article homonyme, voir Maigret aux assises (téléfilm, 1971).
Maigret aux assises est un roman policier de Georges Simenon publié en 1960 aux Presses de la Cité. Il fait partie de la série des Maigret. 
Le récit se déroule à Paris (principalement le Palais de justice, rue de Charonne, rue Manuel, rue Victor-Massé, rue Delambre) et à Toulon et Chelles. La première partie de l’enquête a lieu à la fin de février et au début de mars ; la seconde, en octobre ; elle dure quatre jours.
L'écriture de ce roman s'est déroulée du  17 au 23 novembre 1959. Il est daté de Noland, pays imaginaire ; en réalité écrit dans le château d'Échandens (canton de Vaud), Suisse.

## Personnages principaux
- Les victimes
  - Léontine Faverges : 62 ans, tante de Gaston, rentière.
  - Cécile Perrin : 4 ans, fillette pensionnaire chez Léontine Faverges.

- L'accusé en cour d'assises
  - Gaston Meurant : 38 ans, encadreur, marié, pas d’enfants.

- Entourage
  - Ginette Meurant : 27 ans, son épouse, ancienne entraîneuse de cabaret.
  - Alfred Meurant : frère de Gaston, appartient au crime organisé de Toulon.
  - Pierre Millard, dit « Pierrot » : 32 ans, ami d’Alfred et amant de Ginette, faisant aussi partie du crime organisé.

## Résumé
Le récit comporte huit chapitres.
En cour d'assises, à la barre des témoins, Maigret rend compte de l'enquête qu'il a menée huit mois auparavant à propos des meurtres d'une vieille dame et de sa petite pensionnaire, meurtres qui avaient permis au coupable de s'emparer d'une somme importante. 
Une accusation anonyme, des taches de sang sur un costume, une dette urgente à payer, autant d'indices qui ont permis à la police de soupçonner l'encadreur Gaston Meurant du meurtre de sa tante, Léontine Faverges, et de la petite Cécile Perrin. Cependant, faute de preuves suffisantes, l'accusé est acquitté après un procès houleux où des témoignages inattendus font rebondir l'enquête. On apprend entre autres que Ginette, la femme de Meurant, souffrant de la vie terne et médiocre que lui offrait son mari, avait un amant depuis quelques mois. Peu à peu, Maigret acquiert la conviction que cet amant mystérieux, aidé par Ginette et vêtu d'un costume de Meurant, a tué Léontine et Cécile, puis dénoncé Gaston, grâce à l'appel téléphonique anonyme. 
Pour retrouver l'assassin, Maigret ne dispose d'aucune piste, mais Meurant, poussé par la jalousie et le désir de vengeance, va le guider inconsciemment ; par son frère Alfred, individu peu recommandable, il obtient ce qu'il cherche : une arme et l'adresse de son rival. Résolument, il prend la route de Chelles, où il sait pouvoir trouver son homme. Tenu au courant des faits et gestes de Meurant, Maigret lui laisse son arme. Peut-être que, écœuré par l'acquittement du meurtrier faute de preuves suffisantes, souhaite-il, plus ou moins consciemment, que, par l'intermédiaire de Meurant, « justice se fasse ». Quand le commissaire arrive sur les lieux, Millard, le rival et meurtrier, a été abattu. C'est sans opposer de résistance que Meurant se laisse emmener par la police vers une seconde comparution en cour d'assises.

## Aspects particuliers du roman
Maigret, fatigué de s’occuper des problèmes d’autrui, fait de fréquentes allusions à la retraite. Les quatre premiers chapitres (soit la moitié du roman) montrent « Maigret aux Assises » ; c’est là le centre névralgique de l’œuvre, car l’acquittement de l’accusé, dû pour une grande part au témoignage du commissaire, va permettre à l’enquête de rebondir et d’aboutir. Atmosphère des Assises rendue pénible par le sentiment que l’appareil judiciaire fausse la personnalité des êtres. 

## Éditions
- Prépublication en feuilleton dans Le Figaro, n° 4856-4876, du 15 avril au 9 mai 1960
- Édition originale : Presses de la Cité, 1960
- Livre de Poche, n° 14237, 2001  (ISBN 978-2-253-14237-9)
- « Tout Simenon », tome 10, éd. France Loisirs, 1990, pages 435 à 527  (ISBN 2-7242-6094-5), réédité chez éd. Omnibus, 2002  (ISBN 978-2-258-06051-7).
- Tout Maigret, tome 7, Omnibus,  2019  (ISBN 978-2-258-15048-5)

## Adaptations
- Sous le titre Raise Your Right Hand, telefilm, Maigret anglais avec Rupert Davies, diffusé sur la BBC en 1961.
- Maigret aux assises, téléfilm de Marcel Cravenne, avec Jean Richard dans le rôle-titre, diffusé sur la télévision française en 1971.